# Ракетні удари по Дніпру та області 24 червня 2025 року

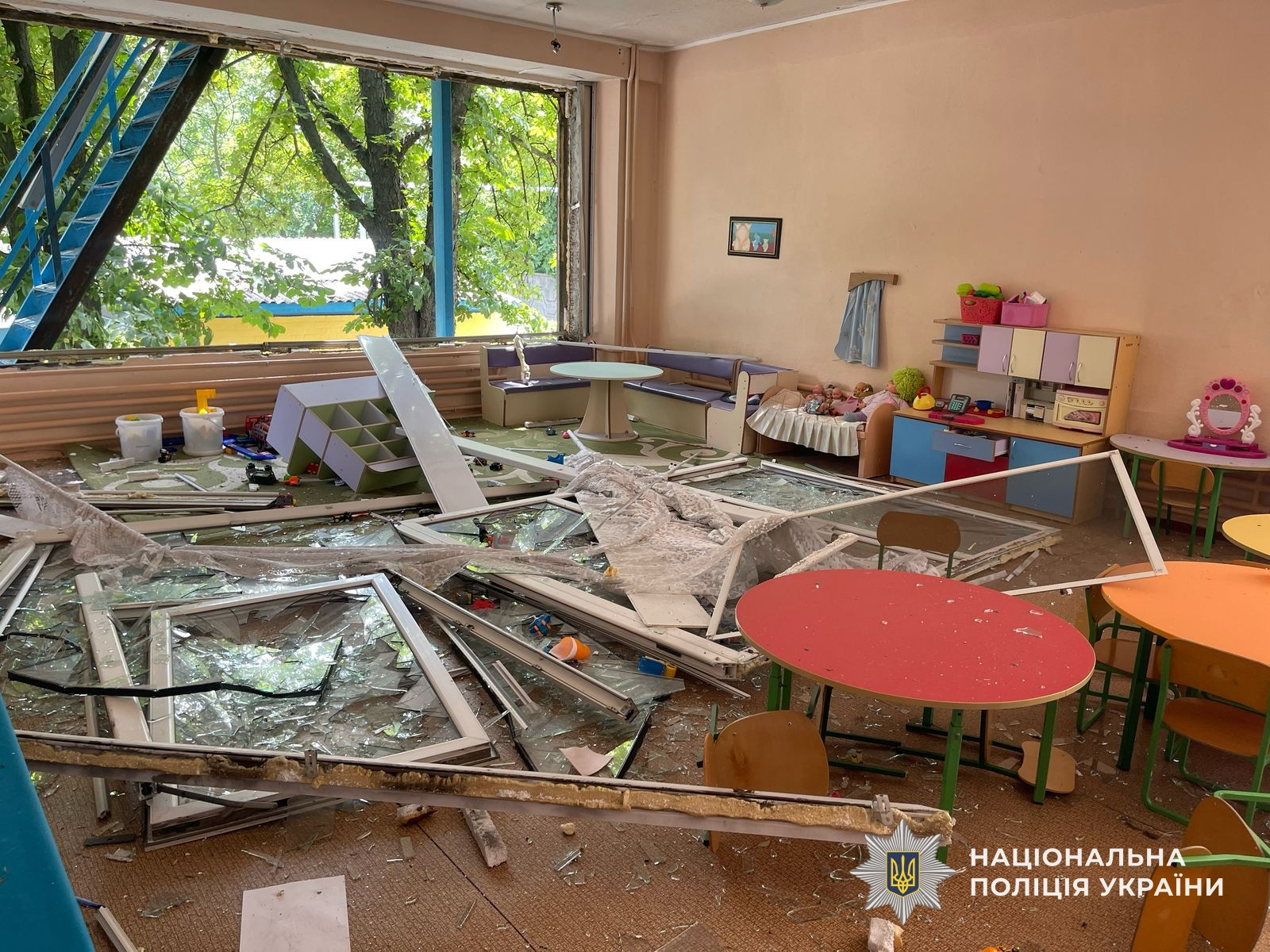
Пошкоджений дитячий садок

24 червня 2025 року приблизно об 11:01 російські війська завдали ракетних ударів по Дніпру та області. Внаслідок ударів балістичними ракетами у Дніпрі загинула 21 людина, у сусідньому місті Самар — ще двоє; поранення в Дніпрі отримали не менше 340 осіб, серед яких 38 дітей. Було пошкоджено житлові будинки, 8 медичних закладів, 19 шкіл, десятки дитячих садків та понад сотню машин.
Вибуховою хвилею також пошкоджено 14 вагонів пасажирського поїзда № 52 Одеса — Запоріжжя.
Глава ММПЛУ Даніель Белль підкреслила: «Вибраний час атак зробив велику кількість жертв серед цивільного населення цілком передбачуваним».
25 червня у місті Дніпро оголосили днем жалоби.
До 27 червня рятувальні роботи ще тривали.